# Сага о Сверрире
Сага о Сверрире (исл. Sverres saga) — одна из исландских «королевских саг», самое раннее произведение этого жанра. Её действие происходит в 1177—1202 годах, и сага является главным источником по этому периоду истории Норвегии. Сага была закончена вскоре после смерти Сверрира, так как Снорри Стурлусон ко времени работы над «Кругом земным» уже был знаком с её текстом и довёл изложение до того момента, с которого она начинается. Таким образом, автор был современником событий.

## Композиция
Согласно прологу, первую часть саги записал Карл Йонссон, аббат Тингейрарского монастыря, «а сам Сверрир конунг говорил ему, что писать». Видимо, Сверрир являлся и заказчиком, и основным источником информации. Эту часть саги, рассказывающую о борьбе Сверрира с Магнусом Эрлингссоном, автор пролога называет «Страшилище» (исл. Grýla), так как в это время росла сила Сверрира, пугая его врагов. Вероятно, такое название появилось в среде политических противников Сверрира.
Вопрос о границе между Grýla и остальным текстом является дискуссионным. Согласно разным точкам зрения, изложение Карла Йонссона заканчивается на описании гибели либо Магнуса Эрлингссона (1184 год), либо Йона Кукольщика, либо отца Магнуса Эрлинга Кривого (1179). Оставшаяся часть текста записывалась со слов других современников и участников событий, и «некоторые из этих событий были записаны сразу после того, как они произошли».

## Проблема авторства
Карл Йонссон был в Норвегии в 1185—1188 годах. Видимо, в этот период и была записана Grýla. Из пролога к саге следует, что остальная часть текста была записана другими людьми. Некоторые исследователи видят возможного автора этих глав в Стюрмире Мудром на основании сообщения в другой редакции пролога к саге, помещённой в «Книге с Плоского острова»: «после той книги писал священник Стюрмир Мудрый, и эту сагу о Сверрире написал потом после той книги священник Магнус сын Торхалля» Другие исследователи обращают внимание на стилистическую однородность текста саги и предполагают, что вся она была записана одним человеком, то есть Карл Йонссон закончил её по возвращении в Исландию.

## Перевод на русский язык
М. И. Стеблин-Каменский начал работу над переводом «Саги о Сверрире», но успел перевести только 136 глав из 182. Остальные главы были переведены А. Я. Гуревичем, а стихи — О. А. Смирницкой. Первое полное издание саги на русском языке вышло в 1988 году в серии «Литературные памятники».